# Интернет икономика
Интернет икономика се отнася до правенето на бизнес чрез пазари, чиято инфраструктура е базирана на Интернет и Световната мрежа. Интернет икономиката се различава от традиционната икономика по множество начини, включително: комуникация, сегментация на пазара, стойности на разпределение и цена.
Гош (1998) определя, че бизнесите не могат да избегнат Интернет икономиката. Те трябва да отчетат и разберат, че има едновременно глобални възможности на разположение, както и рискове от неучастие. И трябва да отчетат, че чрез Интернет, всеки участник във веригата на стойността може да узурпира ролята на който и да е друг участник.
Поради огромното количество свързани потребители, невероятната скорост на разпространение на информацията, и на липсата на определящо значение на разстоянията, фирмите могат да предлагат стоки и услуги не само локално, но и на потенциални клиенти по цялото земно кълбо. Както Грегори Манкю определя през 2003, „преимуществата на информационните технологии като Интернет са неимоверни и повлияват много дялове на икономиката“.
В една ранна статия Яайн Валанс (1993) вижда комуникацията между бизнеси и техните клиенти като ключова за успеха в Интернет икономиката.
Мондал (1999) отбелязва, че различията в цените, базирани на лоша информация или географска дистанция няма да просъществуват в Интернет икономиката. Той също отбелязва, че бизнесите вероятно ще приспособяват техните цени по-често в отговор на Интернет конкуренцията.